# Aleksander Nowosielski
Aleksander Erazm Nowosielski (ur. 23 grudnia 1893 w Buczaczu, zm. ?) – major piechoty Wojska Polskiego, kawaler Orderu Virtuti Militari.

## Życiorys
Urodził się 23 grudnia 1893 w Buczaczu jako syn Michała. Będąc  oficerem Dowództwa 12 Dywizji Piechoty, w stopniu porucznika, został odznaczony Orderem Virtuti Militari. 8 stycznia 1924 został zatwierdzony w stopniu kapitana ze starszeństwem z 1 czerwca 1919 i 1585. lokatą w korpusie oficerów rezerwowych piechoty. W tym czasie, jako oficer rezerwy 42 Pułku Piechoty zatrzymany w służbie czynnej był przydzielony do Oddziału III Sztabu Generalnego. W tym samym roku został przemianowany na oficera zawodowego w stopniu kapitana ze starszeństwem z 1 lipca 1919 i 29. lokatą w korpusie oficerów piechoty. Pełnił służbę w macierzystym 42 pp w Białymstoku. W latach 1932–1934 pełnił służbę w Biurze Ogólno-Organizacyjnym Ministerstwa Spraw Wojskowych, a następnie w Departamencie Dowodzenia Ogólnego Ministerstwa Spraw Wojskowych. Na stopień majora został mianowany ze starszeństwem z 1 stycznia 1936 i 5. lokatą w korpusie oficerów piechoty. W marcu 1939 pełnił służbę w 44 Pułku Piechoty w Równem na stanowisku dowódcy II batalionu. Na tym stanowisku walczył w kampanii wrześniowej. Dostał się do niemieckiej niewoli. Przebywał w Oflagu II C Woldenberg .

## Ordery i odznaczenia
- Krzyż Srebrny Orderu Wojskowego Virtuti Militari (26 marca 1921)[3]
- Krzyż Walecznych[16]
- Złoty Krzyż Zasługi (10 listopada 1938)[17][18]
- Srebrny Krzyż Zasługi (10 listopada 1928)[19][20]
- Krzyż Kawalerski Orderu Gwiazdy Rumunii (Rumunia)[16]